# Jõgeva (comune rurale)
Jõgeva è un comune rurale dell'Estonia orientale, nella contea di Jõgevamaa. Il capoluogo del comune rurale è la città di Jõgeva.
Nel 2017 ha inglobato il comune urbano di Jõgeva, i comuni rurali di Palamuse e Torma e i villaggi di Kaave (dell'ex comune di Pajusi) e di Härjanurme, Jõune, Pööra e Saduküla (dell'ex comune di Puurmani).

## Località
Oltre al capoluogo, il comune comprende 4 borghi (in estone alevik), Jõgeva (distinto dalla città), Kuremaa, Laiuse e Siimusti, e 37 località (in estone küla):
Alavere - Ellakvere - Endla - Kaera - Kärde - Kassinurme - Kaude - Kivijärve - Kurista - Kõola - Laiusevälja - Lemuvere - Liivoja - Lõpe - Mõisamaa - Mooritsa - Õuna - Paduvere - Painküla - Pakaste - Palupere - Patjala - Pedja - Raaduvere - Rohe - Selli - Soomevere - Teilma - Tooma - Vägeva - Vaimastvere - Väljaotsa - Vana-Jõgeva - Vilina - Viruvere - Võduvere - Võikvere.